# Madecassophryne truebae
Madecassophryne truebae Guibé, 1974 è una rana della famiglia Microhylidae, endemica del Madagascar. È l'unica specie del genere Madecassophryne.

## Distribuzione e habitat
Questa specie è presente solo nel Madagascar sud-orientale, in particolare nei monti Anosyenne, nel parco nazionale di Andohahela e nell'area a nord di Tolagnaro, ad una altitudine compresa tra 700 e 1.900 m.